# 凯库勒烯
凯库勒烯（英語：Kekulene）是一种多环芳香烃， 化学式C48H24，首次合成于1978年，以提出苯环结构的德国化学家奥古斯特·凯库勒命名。凯库勒烯结构高度对称，不溶于一般有机溶剂。
对于凯库勒烯的芳香性，化学家曾提出两种凯库勒烯的电子结构理论，一种为外环30π电子，内环18π电子，均符合休克尔规则，形成两个离域大π键；另一种为菲的单元组成的稠环芳烃的模型，分子没有特殊的稳定性。后经实验测得的核磁共振氢谱和键长数据的结果支持后者。